# Kodansha

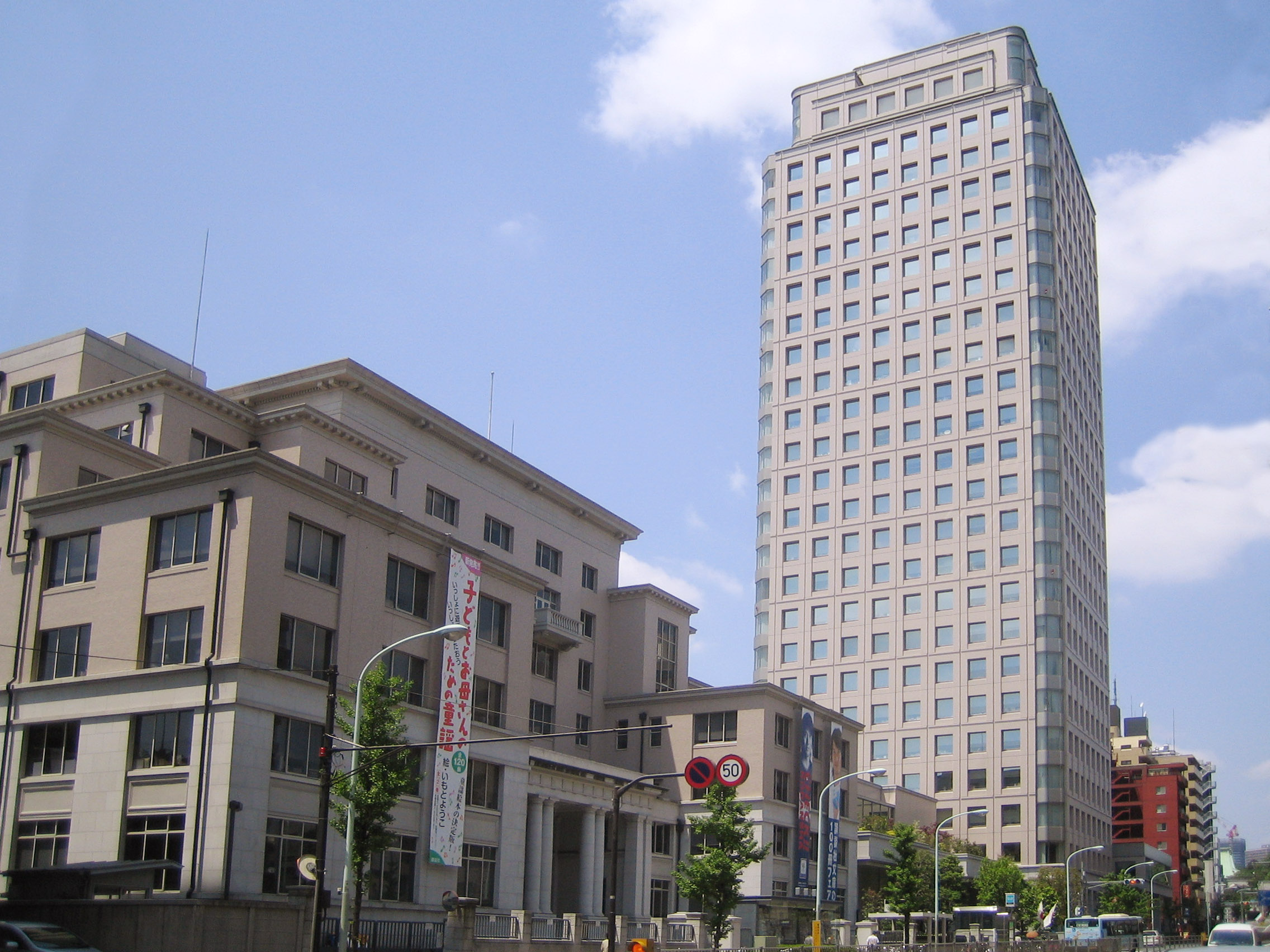
A sede da Kodansha

Kodansha Ltd. (株式会社講談, Kabushiki-gaisha Kōdansha) é uma das maiores editoras japonesas de literatura e mangá, com sede em Bunkyō, Tóquio. A Kodansha publica as revistas de mangá Nakayoshi, Afternoon, Weekly Shonen Magazine, assim como revistas mais literárias como Gunzō e Shūkan Gendai, para além do dicionário Nihongo Daijiten.

## Séries de mangá publicadas
- Aa! Megami-sama (Oh My Goddess!)
- Ajin
- Akira
- Akkan Baby
- Asakiyumemishi (The Tale of Genji)
- Ashita no Nadja
- Bishōjo Senshi Sailor Moon (Sailor Moon)
- Boys Be
- Blade of the Immortal
- BLAME!
- Blazer Drive
- Blue Lock
- Blue Period
- Cardcaptor Sakura
- Chihayafuru
- Chobits
- Clover
- Codename wa Sailor V
- Deltora Quest
- Dear Boys
- Deep Love
- Dominator
- Devilman
- Edens Zero
- Fire Force
- FLCL
- Fairy Tail
- Ge Ge Ge no Kitaro
- Genshiken
- GetBackers
- Grand Blue
- Great Teacher Onizuka
- Groove Adventure Rave (Rave Master)
- Gunsmith Cats
- Heat Guy J
- Hajime no Ippo
- Initial D
- Inuyashiki
- Jiraishin (Ice Blade)
- Junikyu de Tsukamaete (Zodiac P.I.)
- Kamikaze
- KissxSis
- Koe no Katachi
- Kokaku Kidotai (Ghost in the Shell)
- Fumetsu no Anata e
- Love Hina
- Mobile Suit Gundam
  - G Gundam
  - Gundam Blue Destiny
  - Gundam Seed
  - Gundam Seed Astray
  - Gundam Seed Astray R
  - Gundam Wing
  - Gundam Wing: Battlefield of Pacifists
  - Gundam Wing: Endless Waltz
- Kindaichi (Kindaichi Case Files)
- Kiseiju (Parasyte)
- Magic Knight Rayearth
- Memai (Confidential Confessions)
- Medabots
- Namida (Confidential Confessions)
- Natsuko no Sake (Natsuko's Sake)
- Nanatsu no Taizai (The Seven Deadly Sins)
- Negima
- Peach Girl
- Power!! (Girl Got Game)
- Power Stone
- Remote
- Ribbon no Kishi (Princess Knight)
- Sailor Moon
- Saint Tail
- Samurai Deeper Kyo
- School Rumble
- Shadow Skill
- Shakotan Boogie
- Shingeki no Kyojin (Attack on Titan)
- Sohryuden
- Taiho Shichauzo (You're Under Arrest)
- The Cherry Project
- Tobira (Confidential Confessions)
- Toki Meca
- Tokyo Mew Mew
- Tsubasa: RESERVoir CHRoNiCLE
- UQ Holder
- Warriors of Tao
- Ura Peach Girl
- Vagabond
- Viland Saga
- Wangan Midnight
- Yamada-kun to Nananin no Majo
- XXXHolic
- No.6